# Артижа Вас
Артижа Вас (словен. Artiža vas) — поселення в общині Іванчна Гориця, Осреднєсловенський регіон, Словенія. Висота над рівнем моря: 317 м.